# 清川江戰役
清川江戰役，亦稱為清川戰役或抗美援朝战争第二次戰役西线，是韓戰中一場決定性的戰役。在中國人民志願軍對联合国军的第一次戰役取得勝利之後，道格拉斯·麥克阿瑟實施聖誕節回家攻勢，結束朝鮮半島的衝突。預见這一反應，中國人民志願軍司令員彭德懷計劃對推進的聯合國軍進行一系列的反擊，稱為“第二次戰役”。從1950年11月25日至12月2日，中國人民志願軍第13兵團及其下轄的幾個軍級單位在沿清川江河谷里的一系列突襲戰鬥中打敗了美國第八軍團，迫使聯合國軍撤離三八線以北地區。

## 背景
|                     | 那麼，如果他們推進夠快，也許其中一些可以在聖誕節回家。 |
| ——道格拉斯·麥克阿瑟 |                                                        |

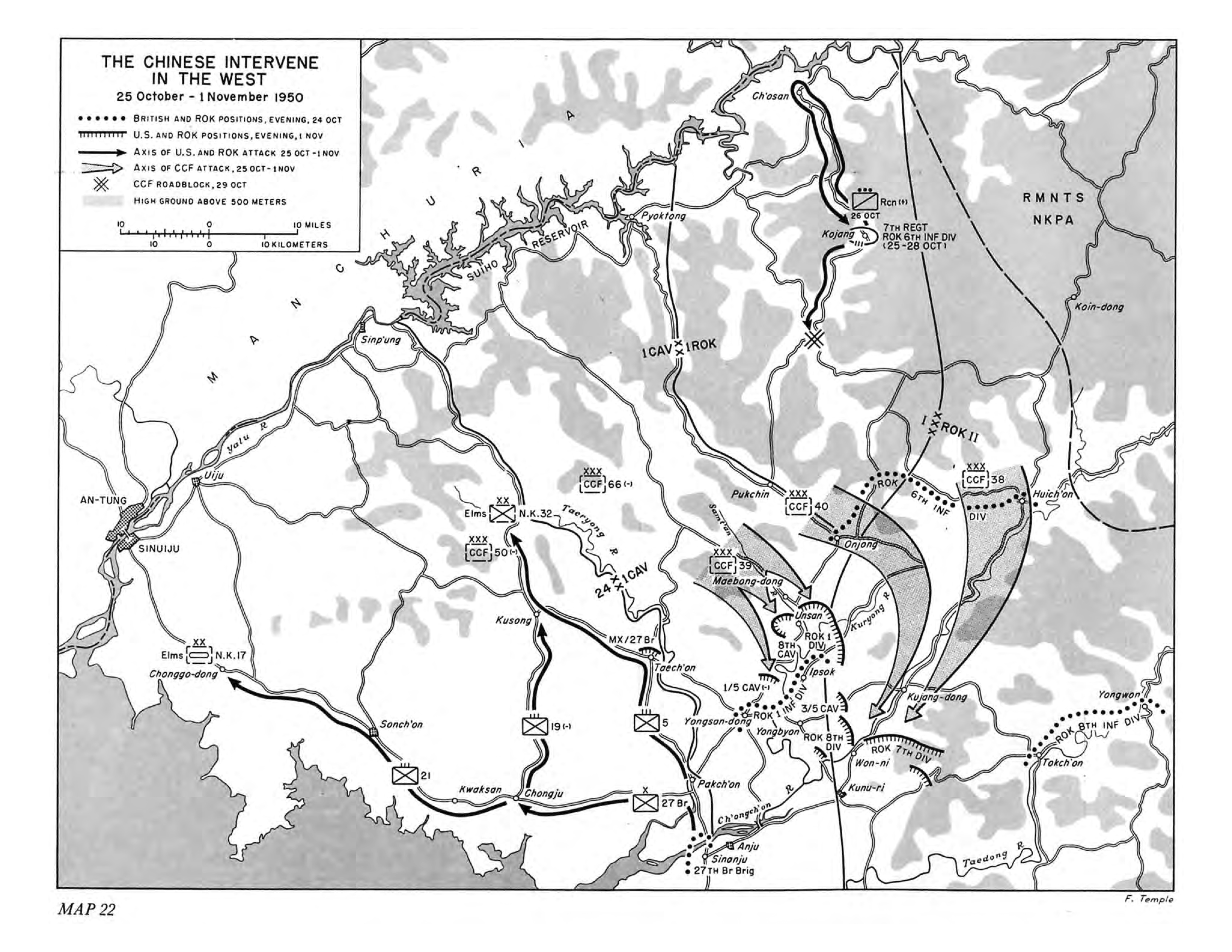
1950年10月25日 - 11月1日，中國人民志願軍第一次戰役示意圖

在1950年中成功在仁川登陸、击退朝鮮人民軍後，美國第8軍團越過三八線迅速向中朝邊境推進。由於對這一事態發展感到震驚，毛澤東命令中國人民志願軍秘密進入朝鮮，並對聯合國軍發起第一次戰役。在1950年10月25日至11月4日，中國人民志願軍第13兵團在溫井和雲山的一系列的戰鬥中突襲及打敗了韓國陸軍第2軍和美軍第1騎兵師，摧毀了美國第8軍團的右翼，從而迫使聯合國軍撤退回至清川江。雖然中國人民志願軍能夠突破聯合國軍的防線，但後勤補給困難迫使中國人民志願軍在1950年11月5日撤退。
儘管志願軍取得了第一次戰役的勝利，美国的策劃者仍然認為中國並沒有大規模干預朝鮮戰爭。中國人民志願軍在勝利面前突然撤退進一步加強了這一信念。基於只有30,000名中國人民志願軍士兵隱藏在山區的假設，麥克阿瑟下令轟炸在鴨綠江的橋樑從而切斷來自中國的增援。他相信，聯合國軍空軍能夠找到和破壞任何渡過鴨綠江的軍隊調動，并在11月24日發動聖誕節回家攻勢，以擊潰餘下的中國人民志願軍和朝鮮人民軍結束在朝鮮半島的衝突。
但是，美国的策劃者不知道的是，已經有180,000名中國人民志願軍士兵駐紮在朝鮮半島，更多的增援部隊越過邊境滲透。雖然中國人民志願軍指揮官彭德懷在第13兵團糧彈耗盡之前設法說服毛澤東停止第一次戰役，毛澤東仍然下令彭德懷盡快恢復進攻。由於以前勝利的鼓勵及意識到聯合國軍不知道他們兵力的真實數字，彭德懷籌劃了第二次戰役，該進攻旨在把聯合國軍推回至清川江與平壤之間的防線。作為欺騙計劃，以進一步顯示出中國人民志願軍在崩潰的假像，彭德懷下令各單位迅速向北撤退，同時沿途釋放戰俘。其中230,000人由他部署在清川江附近及另外150,000人調往長津湖，彭德懷下令在1950年11月22日發起第二次戰役。

### 位置與地形
戰役大約是沿著清川江及其支流的聯合國軍戰線展開的，位於中朝邊境以南50英里（80）。聯合國軍戰線橫向延伸，從朝鮮半島西海岸到朝鮮半島中部的太白山脈，而清川江在古姜洞向北穿越聯合國軍戰線。從西到東，一系列的城鎮，如清州、龍山洞、立石、古姜洞、德川以及寧遠均是在前線，和連接這些城鎮是一系列的公路及其連接點設在新安州、安州，軍隅里和北倉里。一條公路從軍隅里向南到順川，並最終進入平壤，它後來成為駐紮在前線中心的聯合國軍之主要後撤路線。清川江北岸的山區地形構成防守屏障，使中國人民志願軍能匿藏其中，當時此地形把聯合國軍的進攻全部打散。

### 部隊與戰略

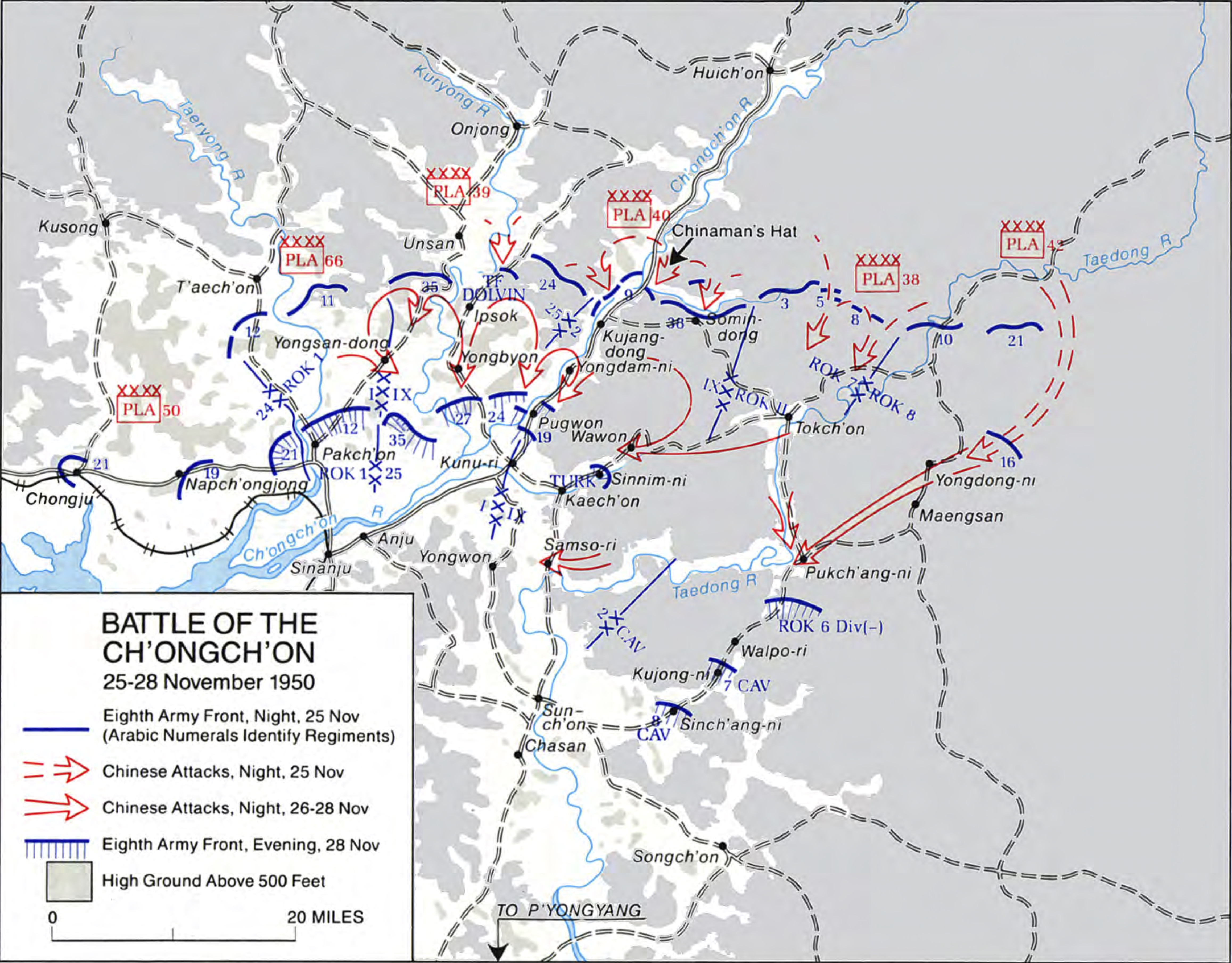
1950年11月25日 - 11月28日，清川江戰役示意圖

根據麥克阿瑟的指示，沃爾頓·沃克的第8軍團在1950年11月24日上午10時展開攻勢。進攻是由在西面的美國第1軍、中路的美國第9軍和在東面的韓國第2軍實施。進攻的3個聯合國軍級部隊起初謹慎地在一條連續的戰線前進，以防止更多類似第一次戰役時的伏擊，但聯合國軍兵員缺乏使這個戰線拉到了極限。大部分士兵抛棄他們的裝備和補給品，因為他們認為這場戰爭即將結束。除了韓國第2軍遭遇到中國人民志願軍強大的抵抗外，美第8軍團沒有遇到什麼阻力，而清州至寧遠一線已在11月25日當晚佔領。
當第8軍團正向前進攻時，中國人民志願軍第13兵團隱藏在山區包括第50和第66軍在西面、第39和第40軍在中路和第38和第42軍在東面。預见到聯合國軍的進攻，中國人民志願軍計劃對沒有防備的第8軍團進行一系列的反擊。由於希望能重覆較早時第一次戰役時的成功，第38和第42軍首先攻擊韓國第2軍，並摧毀聯合國軍的右側，然後切入聯合國軍戰線背後。同時，第39和第40軍將牽制美國第9軍，同時阻止它增援韓國第2軍。而第50和第66軍會留下來，並對美國第1軍的進攻實施阻擊。

## 戰役
|                             | ...整個隊伍前面...爆發了一場在以前朝鮮衝突中沒有見過的暴力事件。 |
| ——韓國第2軍中的一名美軍顧問 |                                                                  |

隨著美國第8軍團在1950年11月25日的下午停止了攻勢，中國人民志願軍第13兵團展開第二次戰役的攻勢，很快對從龍山洞至寧遠的整個聯合國軍防線發展一次大規模的正面攻擊。在西面，美國第1軍中的韓軍第1步兵師在龍山洞遇到中國人民志願軍第66軍襲擊。在中路，中國人民志願軍第39和第40軍對在立石和古姜洞的美國第9軍展開強大的偵察行動。在東部，中國人民志願軍第38和第42軍衝破韓國第2軍在德川和寧遠的防線。聖誕節回家攻勢在11月26日上午完全停頓。

### 德川和寧遠戰鬥

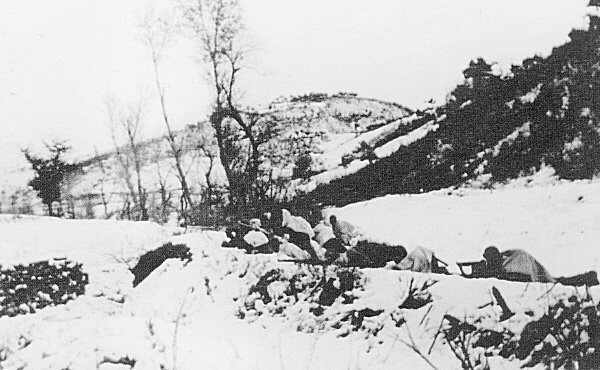
中國人民志願軍士兵設置埋伏攻擊撤退中的聯合國軍

在溫井戰鬥之後，中国人民志願軍司令部發現韓國第2軍是第8軍團中最脆弱的單位。除了缺少和美軍一樣的火力支援外，還控制着聯合國軍右翼最困難的地形。11月24日上午10時，在第2軍左翼的韓國第7步兵師從德川向北進攻。同時，在第2軍右翼的韓國第8步兵師，從寧遠向北推進。中國人民志願軍第38和第42軍堅固的防禦令韓國國軍很快地停止推進，並在未來2天持續的戰鬥中令韓軍未能越雷池半步。在進攻時，中國人民志願軍的防禦在韓國第7師的中心建立一個楔子，迫使該師將其大部分後備兵力投入最前線。與此同時，在第2軍後方的韓國第6步兵師因較早前在溫井損失過大，只能提供其第2團作為該軍之預備隊。
當韓軍在11月25日黃昏準備防禦陣地時，中國人民志願軍第13兵團左翼的2個軍對第8軍團的右翼作出決定性的反擊；中國人民志願軍第38軍計劃對韓國第7師的中路和右翼實施全面攻擊，而第42軍的2個師步行通過山區和繞過韓國第8師的右翼。因為這次攻擊的重要性，中国人民志願軍副司令員韓先楚在戰役裡親自指揮這第38和第42軍。
中國人民志願軍第38軍在11月25日下午5時先對韓國第2軍發起進攻，得益於突然襲擊，中國人民志願軍第38軍第113師先擊潰了韓國第7師右翼的偵察連，在韓國第7師和第8師之間撕出1條0.5英里（800）的空隙。同時，志願軍第38軍第114師攻擊韓國第7師中間偏右的陣地，迫使韓國第5和第8團節節後退。當韓國第7師的中路和右側陷入完全混亂時，志願軍第38軍第112和113師躲過聯合國軍的防線和向德川發起進攻，在11月26日凌晨4點迅速包圍德川的駐軍和韓軍第7師師部，當時韓國第7師預備隊只有1個營。與此同時，在志願軍第114師的沉重壓力下，韓軍第5和第8團試圖撤回至德川，但埋伏在後方的志願軍打散毫無戒心的韓國國軍。11月26日下午，中國人民志願軍佔領德川，韓國第7師左翼的第3團向西逃跑與美軍第2步兵師在古姜洞會合。
當志願軍第38軍消滅在德川韓軍第7師時，志願軍第42軍也在寧遠擊潰韓軍第8師，而志願軍第125師在寧遠牽制韓軍第10和第21團，第124和第126師則步行通過寧遠以東的山區試圖潛入第8師的後方，11月25日下午1時被韓國第16團在第8師的後方 - 寧遠以南20（12英里）的孟山發現。由於對這一事態發展感到驚訝，韓國第8師下令第16團阻止中國人民志願軍前進，而韓國第10和第21團則從寧遠撤退。但在該命令可以進行前，中國人民志願軍得知计谋曝光，搶先發起進攻。在韓國第10和第21團在11月26日早上正從寧遠撤退時，志願軍第125師伏擊韓國這2個團，迫使韓國人放棄重型裝備和逃往山上。與此同時，志願軍第124師殲滅了韓國第16團的1個營，並攻擊韓國第8師在孟山的指揮所。隨著全師潰散，韓國第8師司令部和韓國第16團在11月27日從孟山突圍，隨後撤出戰場。
在混亂的戰鬥中，韓國第2軍軍長劉載興直到11月25日午夜─在中國人民志願軍已經進入韓國軍隊後方5個小時後才收到前線的消息。試圖去挽救這場危機，劉載興下令韓國第6師第2團阻止中國人民志願軍的前進。當第2團在11月26日上午向前線行進時，志願軍第113師摧毀了該團的指揮部，而且打散了韓國第2軍的整個預備隊。隨著中國人民志願軍殲滅韓國第2軍大部分部隊，聯合國軍右翼在11月27日落入志願軍手中。
儘管聯合國軍的空中偵察在11月27日發現在聯合國軍右翼的中國人民志願軍正迅速進入第8軍團的後方，沃克仍然命令第8軍團其餘部隊繼續向北進攻。由於深信導致韓國第2軍的崩潰只是來自中國人民志願軍1次小規模的反擊，沃克下令美軍第1和第9軍向東轉移，以支援韓國第2軍。然而在這個時刻，美國第1和第9軍已經從中國人民志願軍在古姜洞、立石和龍山洞的反攻中遭受了慘重的損失。

### 古姜洞戰鬥

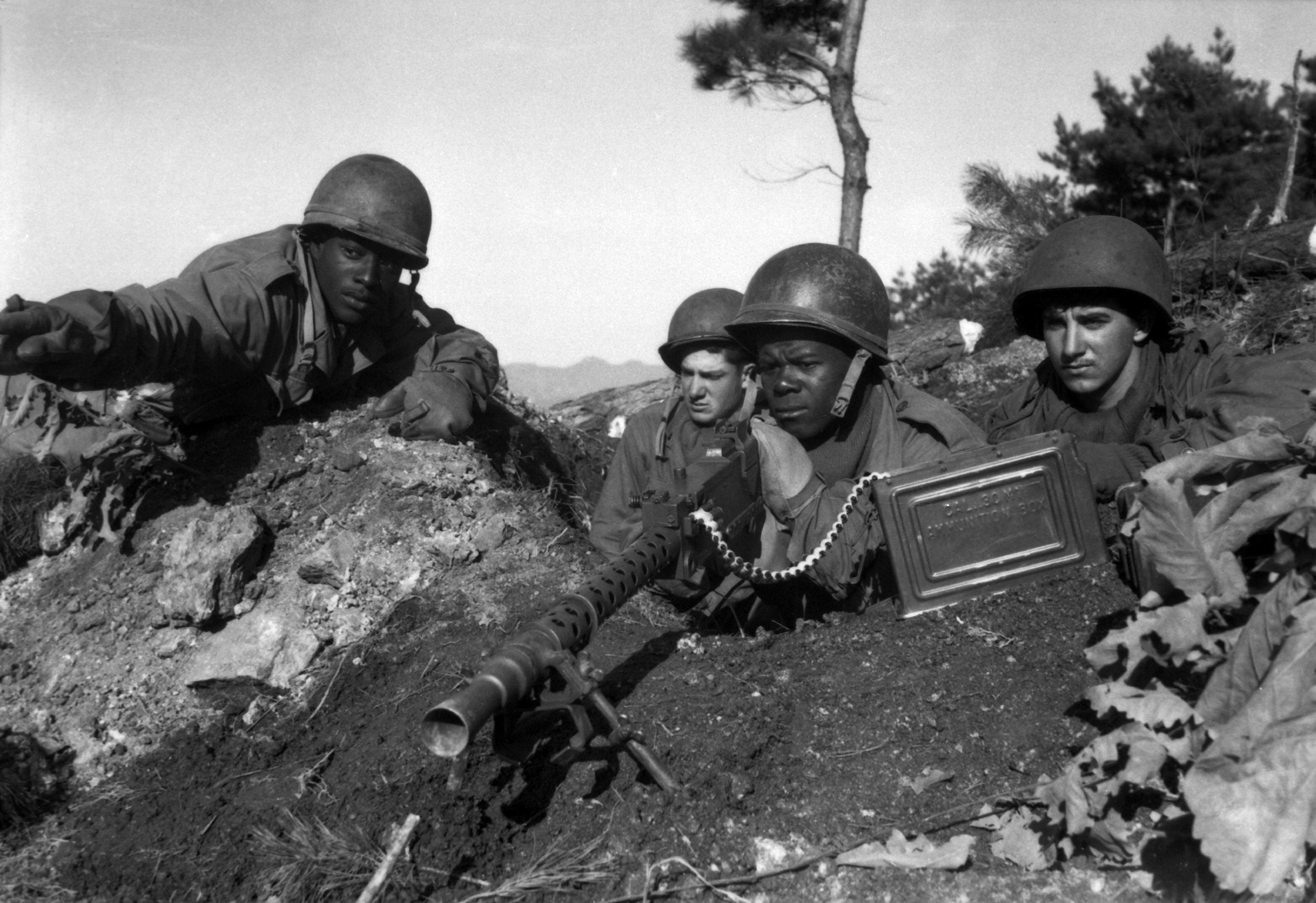
在1950年11月下旬行動中的美軍第2步兵師

在韓國第2軍第7師的左邊，美國第9軍第2步兵師部署在中國人民志願軍一條重要補給線的路徑上。在聖誕節回家攻勢中，美軍第9步兵團率領該師沿清川江向北前進，而美軍第38步兵團部署至該師右翼。攻勢開始時美軍第2師只遇到很微弱的抵抗，但第9團於11月25日在古姜洞以北的219號山頭受到防守的中國人民志願軍阻擊而停滯不前。為了在第2天重新展開攻勢，第2師的第23步兵團移到第9團的後方。同時，第38團已抵達古姜洞與德川之間公路上的索明洞鎮。當空中偵察發現中國人民志願軍的活動增加後，第38團派出自己的A連去偵查巡邏中國人民志願軍的區域。
為了確保中國人民志願軍對韓國第2軍的反擊成功，志願軍第40軍奉命掩護第38軍側翼以對抗美軍第2師。為了完成這項任務，志願軍第40軍第119師將首先攻擊索明洞，並防止美軍增援韓國第2軍。第120師將必須通過戰鬥強渡清川江和牽制美軍第2師的大量兵力。最後，第118師將從西面側擊美軍和從後方攻佔古姜洞。
中國人民志願軍反攻的當晚，志願軍第120師首先無意中在清川江北岸碰到了美軍第9團。在这场突然的戰鬥後，第9團發現自己只剩下3個步兵連的戰鬥力。在不知道美軍第23團第1營已經趕到美軍第61炮兵營陣地的情況下，志願軍第120師第359團的4個尖刀連強渡清川江及攻擊美軍炮兵陣地。雖然第61營在奇襲下敗潰，美軍第23團很快便擊敗2個中國人民志願軍尖刀連。倖存的尖刀連開始向東轉移並佔領了1座名為“中國人帽子”的小山（简称帽子山），使中國人民志願軍能俯視整個第23團的陣地。
當第120師展開對美軍第2師中心的攻擊時，第119師也試圖在古姜洞與德川之間成楔形推進。在志願軍第119師和美軍第38團之間的一系列混亂的戰鬥中，正在中國人民志願軍區域偵查巡邏的第38團A連首先遭到分割而消滅。試圖使防守美軍更加陷入混亂，中國人民志願軍偵察隊用吹竹笛加舞蹈來吸引美軍離開陣地，結果使在第38團中路的G連全部失踪。中國人民志願軍還打穿了第38團的左翼并封鎖了該團的後路。在11月26日上午戰鬥停止時，第38團發現自己的四面八方都有中國人民志願軍在行動。
為了躲避聯合國軍的空襲，中國人民志願軍及時在11月26日上午來到時撤退，第38團開始反攻以打通通向後方的道路。當韓國第7師的第3團突然出現在第38團的防區時，第38團的喬治·佩普洛（George B. Peploe）上校開始意識到第2師和整個第8軍團的右翼已經崩潰。根據第2師師長勞倫斯·凱澤[[]]的命令，佩普洛上校立即接手指揮韓國第3團，并且試圖扳回他的右翼。同時，保羅·弗里曼上校帶領第23團試圖攻佔帽子山，但沒有成功。
中國人民志願軍立即在11月26日當晚重新展開攻擊，而從帽子山發動之反攻很快攻佔了第23團的指揮所。在第23團左面，中國人民志願軍的進攻擊潰了9團G連，迫使查爾斯上校把其殘部撤回清川江的南岸，埋伏在後方的中國人民志願軍接著消滅了第9團的剩餘部隊。在第2師的右面，第40軍指揮官吳信泉下令第119師去摧毀第38團來掩護志願軍在聯合國軍右翼的突破。激烈的戰鬥很快迫使第38團邊打邊撤回古姜洞并與第2師重新會合。
雖然沃克在11月27日沒有取消聖誕節回家攻勢，凱澤下令第2師撤回到古姜洞。在凱澤的命令於11月28日完成前，沃克命令約翰·庫爾特的第9軍在第2師以南 20英里（32）的軍隅里建立一條新的防線。隨著中國人民志願軍在各地攻擊美軍的時候，第2師在11月27日夜間開始全面撤退。當這個師的車隊試圖南下時，他們在後路上遭到中國人民志願軍阻擊陣地上的機槍和迫擊砲攻擊。志願軍用擄獲的巴祖卡火箭筒擊中數輛車輛，而其他的中國人民志願軍士兵試圖爬到坦克上并把手榴彈投入艙口。遭到沉重的打擊後，美軍第2師衝破了志願軍第118師的封鎖，並於11月28日晚上到達軍隅里。

### 立石戰鬥

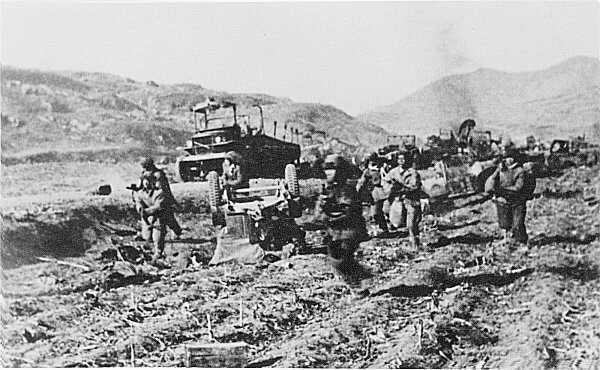
中國人民志願軍第39軍的士兵正追擊美軍第25步兵師

在聖誕節回家攻勢中，美國第9軍第25步兵師計劃在美軍第2師左邊沿著一條在清川江北面的支流-九龍江，向北推進。第25師在11月24日在立石以南的寧邊市開始了進攻。來自第25步兵師裝甲部隊、炮兵和5個連的步兵為領頭進攻組成一支戰鬥部隊名為“多爾文特遣隊”。當多爾文特遣隊在九龍江東岸領頭進攻時，第25師的第24步兵團部署在該師右翼以保持與第2師的聯繫，而第25師的第35步兵團在河流西岸的龍山洞向雲山進攻。第25師的第27步兵團部署在該師後方作為預備隊。
由於聯合國軍先前在雲山戰鬥中戰敗，第25師預期在進攻中將遇到中國人民志願軍的強力抵抗，但中國人民志願軍前哨部隊隨著美軍進攻而撤退。除騷擾性炮火外，第25師在進攻道路上並沒有遇到任何抵抗。多爾文特遣隊在11月24日攻佔立石，幾個在雲山戰鬥中被俘的美軍戰俘在該鎮獲釋。當多爾文戰鬥隊在翌日攻佔立石以北的山區時，中國人民志願軍的抵抗開始變得頑強。在11月25日下午的山區戰鬥中，多爾文特遣隊的第8軍團遊騎兵連在中國人民志願軍的防禦戰中遭受了重大損失，特遣隊在黃昏時停止進攻。
當美軍第25師正向前推進時，志願軍第39軍卻按兵不動，等待上層的進一步指令。但在聖誕夜，中國人民志願軍發動一系列針對美軍駐紮位置的偵查行動。海量的中國人民志願軍偵察兵喬裝成多爾文特遣隊，迅速剿滅第8軍團遊騎兵連的剩餘勢力。由於重山阻隔，信號不佳，駐紮在多爾文右翼的美軍第24步兵團幾乎被切斷了與外界的聯繫。當獲悉第8軍團遊騎兵連的覆滅, 25師的威廉·基恩立即派遣第27步兵團的第二營馳援多爾文特遣隊。他同時派遣了副師長，維納德·威爾遜准將前往指揮，并將戰鬥隊改名為“威爾遜特遣隊”。
在對美國第8軍團右翼奇襲成功的鼓舞下，志願軍高層下令第39軍乘勝追擊，于26日進攻美軍第25師。第39軍的第115師接到命令對威爾遜特遣隊發動夜間奇襲，同時第116和第117師移往立石，阻截美軍退路。志愿军排山倒海的攻勢很快對威爾遜特遣隊造成毀滅性打擊。志願軍第115師的第347團先在威爾遜特遣隊的中心與特遣隊C連爆發了激烈的遭遇戰，最終導致C連大部份人員失蹤。在右翼，第115師接著對特遣隊B連發動了進攻。在中國人民志願軍的自殺爆破隊的瘋狂衝擊下，裝備精良的B連人數從最初的200人銳減至26人。一些志願軍狙擊手甚至成功滲透到威爾遜特遣隊的指揮所，殺死了特遣隊的长官。隨著特遣隊戰線開始崩潰，正在後方休整的特遣隊E連也被推到前線。雖然E連的坦克炮火阻止了中國人民志願軍的瘋狂推进，該連也在戰鬥中打到只剩1個排的人數。中國人民志願軍的後方部隊也偷襲了特遣隊位於立石的火炮陣地，消除了美軍在夜間進行火炮支援的可能。慘烈的夜間戰鬥過後，威爾遜特遣隊發現他們被團團包圍，而且中國人民志願軍士兵還在四面八方吟唱勸降歌曲。困境中威爾遜嘗試把傷者疏散，但他的努力隨著醫務隊在外圍伏擊下殲滅而告失敗。
意識到在11月27日清晨只有第2營仍保有戰鬥力，威爾遜果斷下令特遣隊后撤到立石。在絕對優勢的空軍掩護下，第2營成功突破了志願軍第348團的伏擊圈，并于下午到達立石。與此同時，美軍第24團和其下屬的大部份作戰部隊失去了聯繫，團長約翰·科利上校當天僅能聯絡上第24團的1個營。28日，沃克把第25師從美國第9軍轉移到美國第1軍的麾下，并命令第25師撤退至清川江。重新收編了在龍山洞戰鬥中失蹤的第35團后，第25師完成了往南撤退的任務。當天，威廉·基恩解散了威爾遜特遣隊。

### 龍山洞戰鬥

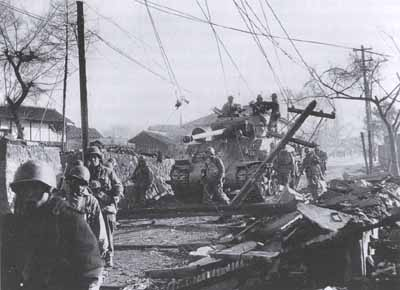
在聖誕節回家攻勢中，美軍坦克和步兵向北進攻

經過因雲山戰役結果而擴編後，韓國第1步兵師在11月20日編入龍山洞的美國第1軍右翼。在聖誕節回家攻勢於11月24日開始時，第1師從龍山洞向北前進，以攻佔泰川鎮。美軍第25師第35團也在韓軍的右翼從龍山洞向北推進，而美國第1軍第24步兵師在韓國第1師的左翼向清州前進。
韓國第1師聯同第11和第12團向北前進，中國人民志願軍的土製炸彈和迫擊砲火試圖沿途拖延韓國軍隊，但韓國軍隊仍在11月24日黃昏設法封鎮該鎮。但韓國軍隊不知道的是第1師進入了中國人民志願軍集結區，而在泰川周圍抵抗立即增加。在11月24日夜晚，防守的志願軍第66軍的步兵和騎兵向韓國第1師發起反擊，中韓兩國軍隊從11月25日至26日很快陷入了拉鋸戰。
隨著泰川周圍戰鬥拖到11月26日晚，該師第11團的右翼變得混亂，韓國第1師師長白善燁准將從預備隊調動第15團，以支援第11團，當接到有關中國人民志願軍渡過九龍江攻擊第25師的情報後，白准將還命令他的部隊準備抵禦中國人民志願軍即將到來的反攻。11月27日上午來到時，即使在聯合國軍空軍的沉重打擊下，在泰川周圍的中國人民志願軍並沒有停止他們的攻勢，而且一些攻擊波及到美軍第24師的地區。美軍第24師和第35團注意到其側翼被狙擊後，開始朝南撤向清川江。
11月27日下午1時，彭德懷下令志願軍第66軍在韓國軍可以撤退到清川江前殲滅韓國第1師。在11月27日晚上，志願軍第66軍對韓國第1師、美軍第24師第5步兵團和第35團展開大規模的攻擊。午夜之後，中國人民志願軍的進攻突破了韓國軍的防線，攻佔了龍山洞并佔領了韓國第11團，第15團和美軍第35團的指揮所。韓國第11和第15團隨後很快就潰散，而中國軍隊正在追擊的美軍第35團也被封鎖在龍山洞北面。在沉重的壓力下，美軍第35團打穿了志願軍在龍山洞的防線，於11月28日下午與美軍第25師會合，同時，白集合殘餘的韓國軍隊和收復龍山洞。韓國第1師在中方的攻擊下一部堅守該城，直到11月29日退出戰鬥為止。

### 軍隅里戰鬥

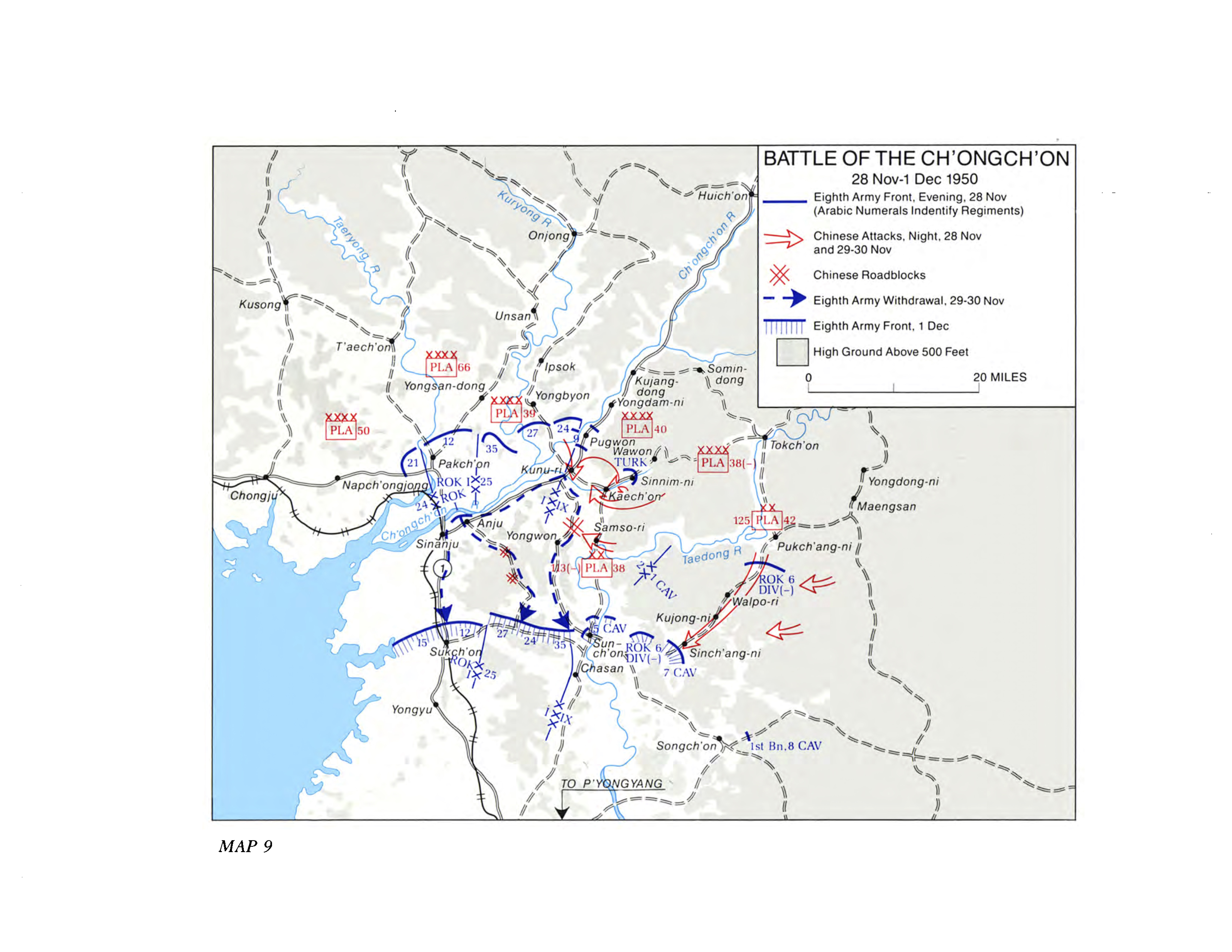
1950年11月28日 - 12月1日，清川江戰役示意圖

軍隅里村是在清川江南部的一條支流-賈川河北岸的一個公路連接點。隨著中國人民志願軍對第8軍團中部的反攻増強，軍隅里已成為美國第9軍退路的一個主要瓶頸。為了在11月28日穩定戰線，沃克命令第2師從古姜洞撤退，並在軍隅里設置一個新的防線。中國人民志願軍也已注意到軍隅里的重要性，於11月27日，彭德懷命令志願軍第第38軍切斷美國第9軍的退路。志願軍第38軍第114師在從德川西進的道路上攻佔軍隅里，而志願軍第112師則通過在道路北面的山區平行前進。
隨著第2師仍在古姜洞，庫爾特下令在第9軍內作為預備隊的土耳其旅阻止中國人民志願軍前進。11月27日夜晚，土耳其人接管了在東部瓦院的防禦陣地。他們先與志願軍第114師第342團遭遇，隨後的戰鬥於11月28日大部分時間在中國人民志願軍第342團和土耳其旅的前進營之間持續，造成400名土耳其土兵傷亡。11月28日黃昏，土耳其隊試圖向西面的希尼里後撤5（3.1英里） 以設置更強的防禦陣地，但志願軍第342團趕上土耳其旅襲擊其後方，完全將其包圍。由於該旅和土耳其總部的通訊已經切斷，志願軍第114師的第340和第342團在夜間戰鬥中把其分割。受困的土耳其軍在11月29日早上突破包圍，該旅與美軍第2師會合。
儘管中國人民志願軍削弱了土耳其部隊，它的拖延行動令第2師在11月28日當晚能確保軍隅里，隨著美軍第23團在11月29日上午於軍隅里北部設立防禦陣地，美軍第38團企圖佔據東北的山區，但美軍很快發現，志願軍第112師已佔領該山區。第38團被迫佔據比中方远1英里（1.6）的地方。同時，土耳其旅的殘餘聯同美軍第38團，掩護該團在賈川河北岸的右翼。
在11月28日下午，麥克阿瑟開始認識到朝鮮戰局開始陷入危機。隨著長津湖戰役於11月27日展開，麥克阿瑟召集他的戰地指揮官，包括沃克，在東京召開會議。會議期間，麥克阿瑟得知第8軍團右翼的情況，并認為第8軍團處於極大的危機之中，他命令沃克在中國人民志願軍能包圍第8軍團之前從戰場撤退。於11月29日的會議後，沃克下令所有第8軍團部隊撤退到在順天以南30英里（48）並設立新防線。
根據沃克的命令，第8軍團大多數的部隊迅速與中國人民志願軍脫離接觸及往後撤回，但第2師被迫留在軍隅里以守衛第8軍團的右翼。及後，美軍第2師試圖在11月29日夜間後撤，2個中國人民志願軍的師攻擊了第38團。志願軍第112師先攻擊了第38團的左翼，但美軍的防禦堅強，迫使中國人民志願軍轉入防禦。與此同時，志願軍第114師攻擊土耳其旅和第38團右翼。中國人民志願軍通過賈川河南岸來繞過土耳其旅的防線，然後渡河突入聯合國軍的後方。當注意到這種發展，土耳其旅的達新·亞澤哲准將下令撤退，令第38團的右翼完全失去掩護。11月29日黃昏，中國人民志願軍切斷了第38團和之間的道路，美軍不得不穿過中國人民志願軍防線来進行撤退。11月30日下午4時，第38團在第23團的掩蓋下渡過賈川河，軍隅里也在此時落入中國人民志願軍手中。

### 清川江地區圍殲戰

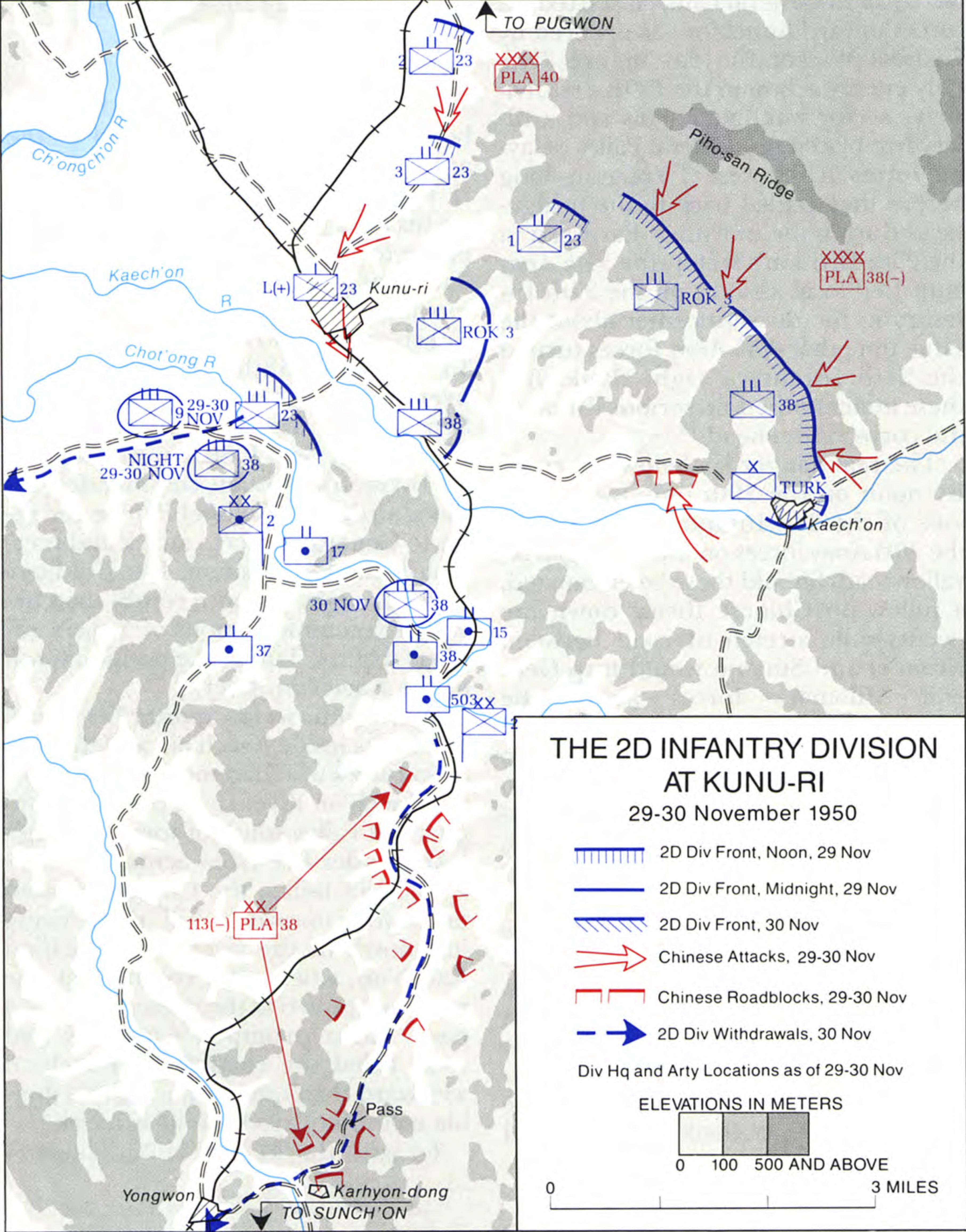
美軍第2步兵師撤退示意圖

在韓國第2軍於11月27日崩潰後，彭德懷隨即下令志願軍第38軍切斷軍隅里和順天美國第9軍後方之間的道路，而志願軍第42軍將向南穿過北倉里和攻佔順天以包圍整個第8軍團。在同一天，沃克向美國第9軍支援美軍第1騎兵師和英聯邦第27步兵旅把防線東移。美軍第1騎兵師在北倉里停止中方在右翼的前進，而英聯邦第27步兵旅保衛軍隅里和順天之間的道路。
隨著在11月28日的新命令，美軍第1騎兵師第5騎兵團離開軍隅里及在順天東北與該師會合。由於第5騎兵團的缺席及第8騎兵團在從早前雲山戰鬥中損失慘重，第1騎兵師師長霍巴特·蓋伊[[]]把第7騎兵團部署在北倉里的南部，韓國第6師殘餘部隊的後面。由於缺乏增援，韓國第6師在11月28日當晚很快遭志願軍第42軍清除。逃離的韓國士兵和難民很快湧進美軍第7騎兵團的防線，而中國人民志願軍順機偷襲第7騎兵團的陣地。根據蓋伊的命令，第7團在11月29日上午向西南撤退到新昌里，中國人民志願軍恢復向南推進。志願軍第125師和第7騎兵團之間在11月29日晚間爆發了激烈戰鬥，但到11月30日上午志願軍第42軍的進攻受阻。
雖然美軍阻擋了志願軍第42軍，但志願軍第38軍卻幾乎毫無阻擋地撲向軍隅里－順天公路。11月28日上午7時，志願軍第38軍第113師佔領了位於軍隅里-順天公路東邊的三所里鎮，並阻擋了第5騎兵團的前進。1個半小時後，第5騎兵團前衛遭到埋伏和擊潰。由於其停止前進，第5騎兵團攻擊中國人民志願軍駐軍，但它在下午時被迫撤回。隨後，第113師佔領了包含軍隅里－順天公路的山谷，並在當晚封鎖了美軍第2師的退路。在11月29日收到情報後，第27旅的米德爾塞克斯團試圖從南部掃蕩山谷，但由於缺乏重型武器而停止了攻擊。
中國人民志願軍新的路障其中首當其衝的受害者是土耳其旅的1支車隊，並在11月28日夜間遭到伏擊，美軍第2師派出1支憲兵巡邏隊前往偵查，結果被擊潰。當軍隅里的戰鬥仍然激烈，第2師師部在11月29日9點前確認了志願軍在其南方設立了路障。凱澤派遣偵察連和第9團的殘餘驅逐中國人民志願軍，但在1個坦克排的支援下美軍仍然無法掃除路障。隨著軍隅里的戰役在11月29日晚上結束，志願軍第112師與第113師會師，路障已發展至縱深6英里（9.7）長。

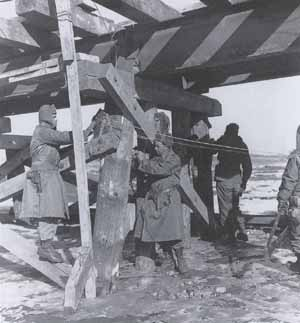
美軍作戰工兵拆除在平壤附近的1條橋樑以拖延中國人民志願軍的進攻

但是，第2師在11月29日夜間不知道該路障的實力。與此同時，美軍第25師的憲兵錯誤地報告說，從軍隅里至安居的替代後撤道路也由中國人民志願軍切斷。後來，庫爾特下令凱澤聯同英聯邦第27旅衝破路障後撤。11月30日清晨，凱澤決定通過山谷撤退。
11月30日上午，第9團攻擊路障以作領導撤退。4輛坦克先駛向道路和與中國人民志願軍交火，但中國人民志願軍沒有還擊。因對這一事態發展感到鼓舞，斯隆上校下令第9團前進，但中國人民志願軍的機槍和迫擊砲火迫使進攻在早上9時立即停止。隸屬第2師的韓國第3團派去加強第9團，但美軍坦克炮火將之驅走。由於美軍指揮部和英軍部隊沒有接觸，米德爾塞克斯團前進至山谷南端，但沒有攻擊路障。由於相信路障實力不足及英國人在向北推進，凱澤在早上10時下令第2師強穿路障。
當第2師進入山谷（後來稱為「交叉射擊谷」）時，中國人民志願軍的機槍進行射擊而迫擊砲對道路進行飽和性轟炸。路障的長度令第2師出其不意受到阻礙，道路很快佈滿了汽車的殘骸與陣亡和受傷的士兵。那些試圖隱蔽在溝裡的士兵立即被向南推進的車隊落下，單位接著各個遭到打散。在白天，空中掩護企圖壓制中國人民志願軍的陣地，但在晚上沒有空中掩護，中國人民志願軍的攻擊力度加強。最後，中國人民志願軍完全切斷了公路交通，迫使剩下的第2師通過在山區遠足撤退。在該師後方，弗里曼上校試圖通過軍隅里－安居公路撤退來拯救他的第23團。在这场戰役的最后交戰中，第23團在20分鐘內發射所擁有的3,206發炮彈來掩護撤退。這場大規模的彈幕震驚了中國人民志願軍，迫使中國人民志願軍停止追擊第23團。從第2師最後的掉隊者在12月1日抵達順天，12月2日第8軍團已完全脫離與中國人民志願軍的接觸。

## 總結
|                     | 我們面臨著一場全新的戰爭。 |
| ——道格拉斯·麥克阿瑟 |                            |

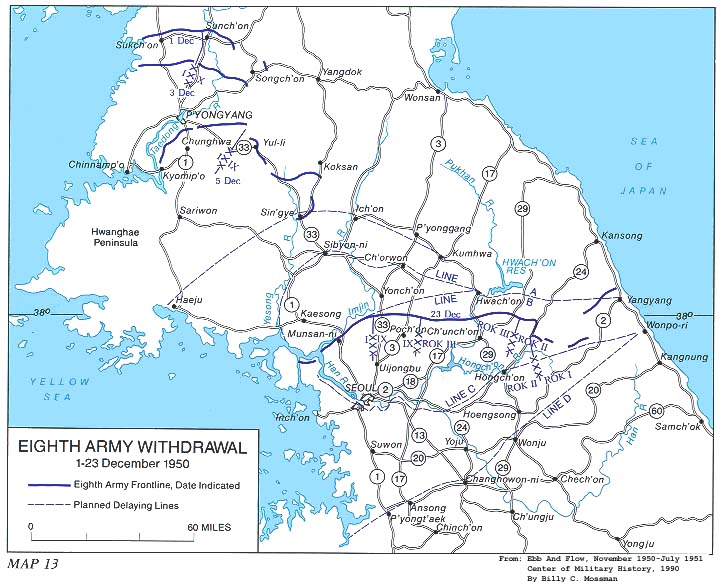
1950年12月1日 - 23日，美軍第8軍團後撤示意圖

到戰役結束時，第8軍團的兵力從原本的3個軍減至4個師和2個旅。同時，中國人民志願軍後勤補給系統過度擴張也令勝利的第13兵團在等待進一步補給時陷於半飢餓狀態，但是，當時聯合國軍處於混亂之中，沒有進行偵察以確定中國人民志願軍的狀況。結果，沃克在12月3日下令第8軍團放棄朝鮮半島北部，這令中國人民志願軍指揮官感到驚訝。其後向南275英里（443）的後撤是美軍史上最長的撤退。沃克在1950年聖誕節的2天前出車禍去世，由馬修·李奇微中將接任美軍第8軍團的指揮官。聯合國軍完全放棄了統一朝鮮半島的希望，並在1950年12月11日向中國人民志願軍提出在三八线停火的建議。
清川江戰役代表中國人民志願軍在朝鲜战争中表現的頂峰。著名作家魏巍根据志愿军38军在三所里地区作战的事迹，撰写了通讯《谁是最可爱的人》，于1951年4月11日发表在人民日报上。从此，“最可爱的人”成为了志愿军的代称。彭德怀、邓华等志愿军首长于12月1日发出嘉奖令，嘉奖第38军：“祝你们继续胜利！中国人民志愿军万岁！三十八军万岁！”然而，毛澤東將聯合國軍的停火要求視為示弱，應進一步利用。毛澤東不理會彭德懷及其他高級軍事領導人的反對意見，下令中國人民志願軍进军三八線以南 - 這個任務超出中國人民志願軍能力，同時打斷了中國人民志願軍脆弱的補給線。李奇微在認識到中國人民志願軍困難後，於1951年中國人民志願軍攻勢中，率領第8軍團造成中國人民志願軍的嚴重損失。

## 引用
1. 1 2  Appleman 1989，第75頁
2. 1 2  Appleman 1989，第354頁
3. ↑  Appleman 1989，第201頁
4. ↑  Appleman 1989，第40頁
5. 1 2 3 4  Roe 2000，第233頁
6. 1 2  中國人民解放軍軍事科學院 2000，第90頁
7. ↑  Appleman 1989，第403頁.
8. ↑  Paik 1992，第111頁
9. ↑  Appleman 1989，第xv, 142, 285頁
10. ↑  Ecker 2005，第62頁
11. ↑  Mossman 1990，第126-127頁
12. ↑  （土耳其文） . Turkish War Veterans Association.   [2009-11-28].[永久]
13. ↑  Chae, Chung & Yang 2001，第283頁
14. ↑  中國人民解放軍軍事科學院 2000，第110頁
15. ↑  徐 1990，第59, 60頁
16. ↑  Appleman 1989，第57頁
17. 1 2  Millett, Allan R. . Encyclopædia Britannica. 2009  [2009-02-04]. （原始内容存档于2008-12-29）.
18. ↑  Roe 2000，第145, 150頁
19. ↑  Roe 2000，第174, 176頁
20. ↑  Roe 2000，第176頁
21. ↑  Alexander 1986，第287頁
22. ↑  Roe 2000，第207頁
23. ↑  Roe 2000，第224頁
24. ↑  Appleman 1989，第24頁
25. ↑  Appleman 1989，第24, 33頁
26. ↑  Roe 2000，第229頁
27. ↑  Ryan, Finkelstein & McDevitt 2003，第102頁
28. ↑  Roe 2000，第234-235頁
29. ↑  中國人民解放軍軍事科學院 2000，第90, 92頁
30. ↑  Appleman 1989，第45頁
31. ↑  Appleman 1989，第3頁.
32. ↑  Appleman 1989，第27, 76頁
33. ↑  Appleman 1989，第40, 76頁
34. ↑  Appleman 1989，第76頁
35. ↑  Appleman 1989，第40, 47-48頁
36. 1 2 3 4  Appleman 1989，第203頁
37. 1 2  Appleman 1989，第48頁
38. ↑  Appleman 1989，第33頁
39. 1 2 3  Roe 2000，第242頁
40. ↑  Appleman 1989，第64-65頁
41. ↑  Appleman 1989，第69-73頁
42. 1 2 3  Roe 2000，第234頁
43. 1 2  中國人民解放軍軍事科學院 2000，第92-93頁
44. 1 2  Appleman 1989，第83頁
45. 1 2  Roe 2000，第276頁
46. ↑  Appleman 1989，第74頁
47. ↑  Roe 2000，第280頁
48. ↑  Appleman 1989，第43頁
49. ↑  Chae, Chung & Yang 2001，第230頁
50. 1 2  Chae, Chung & Yang 2001，第236頁
51. ↑  Chae, Chung & Yang 2001，第230-231, 237頁
52. ↑  Chae, Chung & Yang 2001，第231頁
53. ↑  Chae, Chung & Yang 2001，第238頁
54. ↑  中國人民解放軍軍事科學院 2000，第95-96頁
55. 1 2 3  中國人民解放軍軍事科學院 2000，第92頁
56. 1 2  Appleman 1989，第79頁
57. 1 2  Chae, Chung & Yang 2001，第232頁
58. 1 2 3  中國人民解放軍軍事科學院 2000，第95頁
59. ↑  Chae, Chung & Yang 2001，第233頁
60. 1 2  Chae, Chung & Yang 2001，第235頁
61. ↑  Appleman 1989，第81頁
62. 1 2  Chae, Chung & Yang 2001，第237頁
63. 1 2 3  中國人民解放軍軍事科學院 2000，第96頁
64. ↑  Chae, Chung & Yang 2001，第238, 240頁
65. ↑  Chae, Chung & Yang 2001，第240頁
66. ↑  Chae, Chung & Yang 2001，第239頁
67. ↑  Chae, Chung & Yang 2001，第241頁
68. ↑  Appleman 1989，第80頁
69. ↑  Chae, Chung & Yang 2001，第242頁
70. ↑  Appleman 1989，第86頁
71. 1 2  Roe 2000，第283頁
72. 1 2 3  Appleman 1989，第85頁
73. 1 2 3  Roe 2000，第282頁
74. 1 2 3  Appleman 1989，第154頁
75. ↑  Appleman 1989，第53頁
76. 1 2  Appleman 1989，第155頁
77. 1 2 3 4 5 6 7 8 9  中國人民解放軍軍事科學院 2000，第97頁
78. ↑  Appleman 1989，第156頁
79. 1 2  Appleman 1989，第187頁
80. 1 2  Appleman 1989，第169頁
81. ↑  Appleman 1989，第169-174頁
82. ↑  Appleman 1989，第175頁
83. ↑  Appleman 1989，第179頁
84. ↑  Mahoney 2001，第54頁
85. ↑  Appleman 1989，第185頁
86. 1 2  Appleman 1989，第180頁
87. ↑  Appleman 1989，第186頁
88. 1 2  Appleman 1989，第190頁
89. ↑  Appleman 1989，第188-189頁
90. ↑  Appleman 1989，第189頁
91. ↑  Appleman 1989，第156, 188頁
92. ↑  中國人民解放軍軍事科學院 2000，第98頁
93. ↑  Appleman 1989，第192頁
94. ↑  Mossman 1990，第66, 80頁
95. ↑  Appleman 1989，第193頁
96. ↑  Appleman 1989，第199-200頁
97. ↑  Appleman 1989，第197-198頁
98. ↑  Appleman 1989，第200頁
99. 1 2 3  Appleman 1989，第50頁
100. ↑  Appleman 1989，第51頁
101. ↑  Appleman 1989，第51, 104頁
102. ↑  Appleman 1989，第50, 103頁
103. 1 2  Appleman 1989，第140頁
104. 1 2  Appleman 1989，第52頁
105. ↑  Appleman 1989，第52-53頁
106. ↑  Appleman 1989，第104-106頁
107. 1 2  Appleman 1989，第63頁
108. ↑  Appleman 1989，第106頁
109. 1 2  中國人民解放軍軍事科學院 2000，第99頁
110. ↑  Appleman 1989，第109, 111頁
111. ↑  Appleman 1989，第107頁
112. ↑  Appleman 1989，第138, 140頁
113. ↑  Appleman 1989，第112頁
114. ↑  Appleman 1989，第114頁
115. 1 2 3 4  中國人民解放軍軍事科學院 2000，第100頁
116. ↑  Appleman 1989，第115頁
117. 1 2 3  Appleman 1989，第120頁
118. ↑  Appleman 1989，第119-120頁
119. ↑  Appleman 1989，第118頁
120. 1 2  Appleman 1989，第124頁
121. ↑  Appleman 1989，第123-124頁
122. ↑  Appleman 1989，第121, 123頁
123. ↑  Appleman 1989，第122頁
124. 1 2  Appleman 1989，第128頁
125. 1 2  Appleman 1989，第130頁
126. ↑  Appleman 1989，第136頁
127. ↑  Chae, Chung & Yang 2001，第223頁
128. 1 2 3 4 5 6  Chae, Chung & Yang 2001，第224頁
129. ↑  Appleman 1989，第148頁
130. 1 2 3 4 5  Appleman 1989，第150頁
131. ↑  Appleman 1989，第151頁
132. ↑  Appleman 1989，第134-145頁
133. 1 2 3  中國人民解放軍軍事科學院 2000，第101頁
134. ↑  Appleman 1989，第145頁
135. ↑  Appleman 1989，第136, 152頁
136. 1 2  Appleman 1989，第152頁
137. 1 2  Appleman 1989，第135頁
138. ↑  Appleman 1989，第153頁
139. ↑  Mossman 1990，第80頁
140. 1 2 3 4  中國人民解放軍軍事科學院 2000，第102頁
141. ↑  Appleman，第88頁
142. ↑  Chae, Chung & Yang 2001，第251頁
143. 1 2 3  Chae, Chung & Yang 2001，第252頁
144. ↑  Appleman 1989，第90頁
145. 1 2 3 4 5  中國人民解放軍軍事科學院 2000，第104頁
146. ↑  Appleman 1989，第91頁
147. ↑  Appleman 1989，第90-91頁
148. ↑  Appleman 1989，第91, 200頁
149. 1 2 3  Appleman 1989，第206頁
150. 1 2  中國人民解放軍軍事科學院 2000，第103頁
151. ↑  Mossman 1990，第109頁
152. ↑  Appleman 1989，第212頁
153. ↑  Appleman 1989，第214頁
154. ↑  Mossman 1990，第104頁
155. ↑  Mossman 1990，第105頁
156. ↑  Appleman 1989，第220頁
157. 1 2  Appleman 1989，第230頁
158. 1 2 3  Appleman 1989，第207頁
159. 1 2  Mossman 1990，第110頁
160. ↑  Mossman 1990，第112頁
161. ↑  Roe 2000，第289頁
162. ↑  Appleman 1989，第209頁
163. 1 2  Appleman 1989，第92頁
164. ↑  Farrar-Hockley 1990，第333頁
165. ↑  Mossman 1990，第82頁
166. ↑  Roe 2000，第285頁
167. ↑  Chae, Chung & Yang 2001，第243頁
168. ↑  Appleman 1989，第94頁
169. ↑  Appleman 1989，第98頁
170. ↑  Roe 2000，第290頁
171. ↑  Appleman 1989，第205頁
172. ↑  Appleman 1989，第93頁
173. ↑  Farrar-Hockley 1990，第334頁
174. 1 2  Appleman 1989，第229頁
175. 1 2  Appleman 1989，第227頁
176. ↑  中國人民解放軍軍事科學院 2000，第107頁
177. 1 2  Appleman 1989，第238頁
178. ↑  Appleman 1989，第234頁
179. ↑  Appleman 1989，第235頁
180. 1 2  Appleman 1989，第242頁
181. ↑  Appleman 1989，第243頁
182. ↑  Chae, Chung & Yang 2001，第263-264頁
183. ↑  Appleman 1989，第245頁
184. ↑  Farrar-Hockley 1990，第335頁
185. ↑  Mossman 1990，第122頁
186. ↑  Appleman 1989，第246頁
187. ↑  Mossman 1990，第123頁
188. 1 2 3 4  Roe 2000，第291頁
189. 1 2  Roe 2000，第292頁
190. ↑  Appleman 1989，第271頁
191. ↑  Appleman 1989，第270頁
192. ↑  Appleman 1989，第303頁
193. ↑  Alexander 1986，第368頁
194. 1 2  Mossman 1990，第150頁
195. ↑  Roe 2000，第378頁
196. 1 2  Shrader 1995，第174頁
197. ↑  Appleman 1989，第312頁
198. ↑  Roe 2000，第367頁
199. ↑  . 第8軍團.   [2023-05-08]. （原始内容存档于2021-04-30）.
200. ↑  Alexander 1992，第117頁
201. ↑  Malkasian 2001，第8頁
202. ↑  Appleman 1989，第390, 397頁
203. ↑  Alexander 1986，第375頁
204. 1 2  Ryan, Finkelstein & McDevitt 2003，第130頁
205. ↑  军事科学院军事历史研究所. . 北京: 军事科学出版社. 2011: 339. ISBN 978-7-80237-404-1.
206. 1 2  Ryan, Finkelstein & McDevitt 2003，第131頁

## 外部連結
- Hemingway, Al. . Washington, D.C.: VFW Magazine. November 1, 2000  [2009-12-25]. （原始内容存档于2010-12-01）.
- Marshall, S.L.A. . Des Moines, IA: Time-Life Books. 1982. ISBN 0809438453.
- Spurr, Russell. . New York, NY: Newmarket Press. 1988. ISBN 1-557-04008-7.
- Starbuck, A.K. . Leesburg, VA: Weider History Group. December 1997  [2009-11-27]. （原始内容存档于2020-12-25）.